# Дворец Браницких (Мёдова)
 Памятник культуры (регистрационные номера 436/1, 436/2, 436/3 от  1 июля 1965 года)
Дворец Браницких — памятник культуры. Находится в Варшаве на углу улиц Мёдовой № 6 и Подвале № 3. Построенный в непосредственной близости от Королевского замка, относился к числу самых роскошных резиденций магнатов в столице.
В первой половине XVII века на этом месте находилась резиденция рода Сапеги. Участок был куплен в XVIII веке Стефаном Миколаем Браницким.
Дворец был возведён в 40-х годах XVIII века для Яна Клеменса Браницкого, гетмана великого коронного. Главным архитектором был Ян Зигмунт Дейбель. Ему помогали в работе также Ян Генрик Клемм, Якуб Фонтана и скульптор Ян Хризостом Редлер. Дворец в стиле позднего барокко имел два классических крыла, образующих большой двор, закрытый оградой со стороны улицы Подвале. Его крылья увенчали аттики, декорированные скульптурой, и большие окна-люкарны. Дворцовый вход оформлен портиком, также завершённым аттиком со скульптурами работы Редлера.
После смерти Дейбеля Фонтана по его проекту построил будуар, примыкающий к дворцовому крылу. Благодаря форме шлема, увенчанного шаром, будуар имеет отличный от остального дворца вид. Фонтана, вероятно, является также автором трёхстворчатых ворот, украшенных вазонами, и двух кордегардий. В конце XVIII века дворец был резиденцией Изабеллы Понятовской, сестры короля Станислава Августа, прозванной «Краковской пани», которая унаследовала его в 1771 году.
В 1804 году дворец был продан роду Немоевских, а в 1817 году его владельцем стал Станислав Солтык. Дворец несколько раз перестраивался на протяжении XIX века.
После войны дворец принадлежал Франтишеку Потоцкому, у которого был конфискован на основании декрета о национализации от 26 октября 1945 года. Сильно повреждённый во время войны, был восстановлен в 1947—1953 годах. В 1947—1953 годах здание занимало Министерство образования и науки.
До 2009 года являлся одним из сооружений для размещения варшавского муниципалитета. В сентябре 2008 года власти Варшавы начали переговоры с наследниками Потоцкого по реституции недвижимости, а в ноябре 2008 года заключили договор, на основании которого недвижимость, вместе с дворцом перейдёт во владении Потоцких. Муниципалитет обязался выехать из дворца в течение 2 лет после подписания договора.
В начале 2009 года варшавские власти приняли решение о незамедлительном выезде из дворца. Новые офисы мэрии разместились на улицах Сенаторской и Кредитовой. Наследники Потоцкого приняли решение сдавать помещения дворца внаём на частном рынке.
Дворец вместе с хозяйственными постройками и оградой внесён в список памятников культуры (регистрационные номера 436/1, 436/2, 436/3).